# Raissa Santana
Raissa Santana (ur. 6 lipca 1995 w Itaberabie) – brazylijska modelka i posiadaczka tytułu Miss Brasil 2016. Reprezentowała Brazylię na konkursie Miss Universe 2016, gdzie znalazła się w Top 13. 